# ادمون سبنسر بلاكبيرن
ادمون سبنسر بلاكبيرن (بالإنجليزية: Edmond Spencer Blackburn)‏ هو محامي وسياسي أمريكي، ولد في 22 سبتمبر 1868 في الولايات المتحدة، وتوفي في 21 يوليو 1912 في الولايات المتحدة. حزبياً، نشط في الحزب الجمهوري. وقد انتخب عضو مجلس نواب كارولينا الشمالية وانتخب عضو مجلس النواب الأمريكي.